# Glušci
Glušci is een plaats in de gemeente Metković in de Kroatische provincie Dubrovnik-Neretva. De plaats telt 65 inwoners (2001).